# Recta fija
En geometría afín y en geometría proyectiva, una recta fija es aquella que se transforma sobre sí misma en una aplicación afín o proyectiva. En una recta fija (a diferencia de lo que sucede en el eje de puntos dobles), no todos sus puntos tienen que estar aplicados sobre sí mismos; y es suficiente con que cada punto de la recta fija se transforme sobre otro punto de la misma recta. Por lo tanto, toda recta con un punto fijo es una recta fija, pero hay rectas fijas que no tienen puntos fijos. Una recta fija es un espacio fijo unidimensional. Si todos los puntos de la recta fija son fijos (se aplican en sí mismos), se prefiere usar recta de puntos fijos. La presencia o ausencia de espacios fijos (más específicamente, de rectas fijas) es una característica importante con la que se clasifican afinidades, transformaciones afines, homografías y aplicaciones proyectivas.

## Definiciones

### Recta fija afín
Sea {\displaystyle f:\;x\mapsto A\cdot x+b} una aplicación entre sistemas de coordenadas.
Entonces, {\displaystyle g=[s]+t} es una recta fija de f si:
1.) {\displaystyle [s]=[A\cdot s]\quad \iff \quad } siendo {\displaystyle s} un vector propio de {\displaystyle A} con un autovalor distinto de 0.
2.) {\displaystyle A\cdot t+b-t\in [s]}
Aquí, t es un punto base de g.

### Recta fija proyectiva
Una recta de puntos fijos proyectiva es toda aquella generada por dos vectores propios linealmente independientes con el mismo valor propio distinto de 0 en el espacio de vectores de coordenadas.
Para que la recta sea fija (y no necesariamente de puntos fijos), basta que esté generada por un plano invariante en el espacio de vectores de coordenadas.